# El Huizache
El Huizache es una localidad del estado mexicano de Guanajuato. Es parte del municipio de Cortazar.

## Demografía
| Gráfica de evolución demográfica |
|                                  |

| Censo | Población |
| ----- | --------- |
| 1900  | 316       |
| 1910  | 353       |
| 1921  | 284       |
| 1930  | 269       |
| 1940  | 393       |
| 1950  | 498       |
| 1960  | 760       |
| 1970  | 1 040     |
| 1980  | 1 426     |
| 1990  | 1 840     |
| 2000  | 1 815     |
| 2010  | 1 910     |
| 2020  | 1 938     |